# El Bujeo (Granada)
El Bujeo (o simplemente Bujeo) es una localidad española perteneciente al municipio de Loja, en la provincia de Granada (comunidad autónoma de Andalucía). Está situada en la parte centro-occidental de la comarca lojeña. Cerca de esta localidad se encuentran los núcleos de El Frontil, La Esperanza y Barrio de San Antonio.
La pedanía está anexa a Loja capital, junto a la línea ferroviaria de media distancia A-5/A-3 y la carretera de Algarinejo (A-4154, antigua N-321). Cabe destacar que la mayoría de las calles de El Bujeo reciben nombres de ilustres pintores españoles.